# Cañada (Oaxaca)

Regione e distretti di Oaxaca

Cañada è una zona del Messico senza competenze amministrative, situata nello Stato di Oaxaca, estesa per circa 4300 km²; comprende due distretti, Teotitlan e Cuicatlán.
Il principale centro amministrativo della regione è Teotitlán de Flores Magón, ma Huautla de Jiménez è considerato il centro culturale più importante della regione.

## Storia
La regione prende il nome dalla Cañada de Cuicatlán, un canyon poco profondo con temperature elevate che collega la Valle di Oaxaca a sud con la valle di Tehuacán a Puebla a nord.
Questa gola è stata la principale via precolombiana tra le due valli; fu conquistata intorno al 300 a.C. e controllata dagli Zapotechi, una popolazione che aveva sede nella città di Monte Albán.

## Geografia
La regione è fertile, con un clima caldo e mite; grazie a ciò le coltivazioni di mango, melone e avocado sono fiorenti. I due fiumi principali sono il Salado e il Tomellín, che riforniscono d'acqua tutto il territorio.